# 조이 패톤

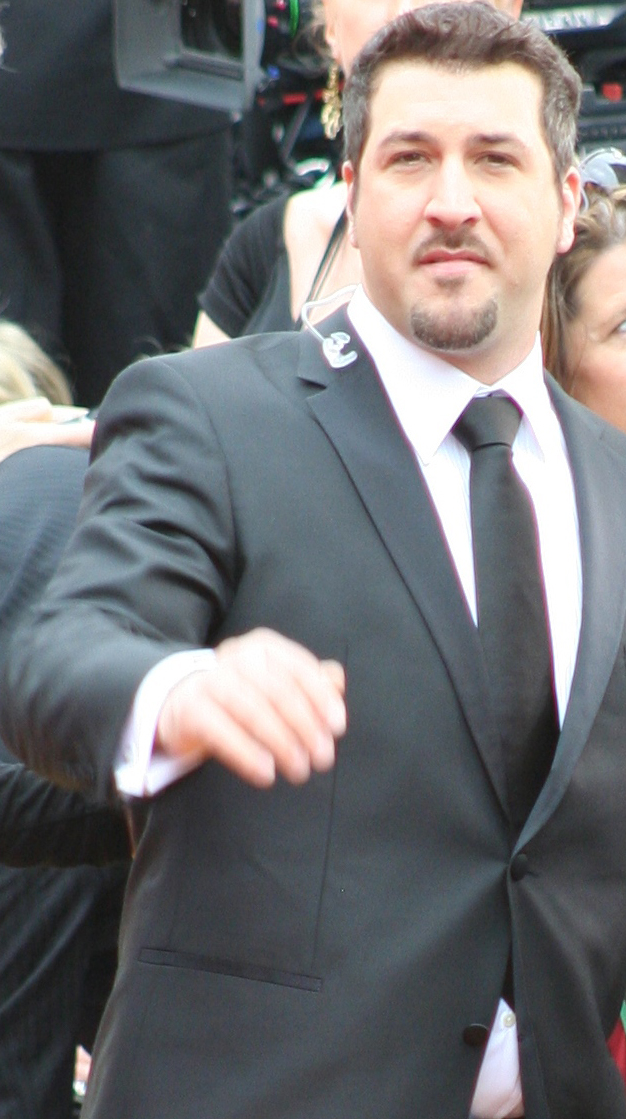

조이 퍼톤(영어: Joey Fatone, 영어 발음: /fəˈtoʊn/, 1977년 1월 28일 ~ )은 미국의 음악가, 배우이다. 보컬 그룹이자 보이 밴드인 엔싱크의 멤버로, 바리톤을 담당하고 있다. 
브루클린에서 태어났다.

## 출연 작품
- 레지던트 이블 좀비 (2016년)
- 꼬마 물고기 이자벨: 바다 대모험 (2016, Izzie's Way Home) - 목소리
- 나의 그리스식 웨딩 2 (2016년) - 안젤로 역
- 완벽한 섹스의 발견 (2014년)
- 데드하우스 (2013년) - 데이브 역
- 아메리칸 행오버 (2012년) - 브래디 역
- 저지 쇼어 샤크 어택 (2012년)
- 인큐버스 (2011년)
- 베토벤스 빅 브레이크 (2008년) - 본스 역
- 브라더스 (2007년) - 앤소니 역
- 더 싱잉 비 (2007년) - 진행자 / 역
- 로봇 치킨: 스타 워즈 (2007년) - 본인 (voice) 역
- 호미 스푸모니 (2006년) - 버디 역
- 러브 인 카지노 (2003년) - 조니 카펠라 역
- 나의 그리스식 웨딩 (2002년) - 안젤로 역
- 사랑은 언제나 좋아 (2001년)
- 온 더 라인 (2001년) - 로드 역
- 메이킹 더 비디오 (1999년) - 본인 역

### 텔레비전
- The Late Late Show with Craig Kilborn (2001-03)
- 로봇 치킨 (2005-09) - 목소리
- 댄싱 위드 더 스타 (2007-2019) - 본인
- 지미 키멀 라이브! (2008-09) - 게스트